# Ильинское (Лихославльский муниципальный округ)
Ильинское (карел. Il’linskoi) — село в Лихославльском муниципальном округе Тверской области России. Ранее входило в состав Вёскинского сельского поселения Лихославльского района.

## География
Село Ильинское расположено в 8 километрах на юго-запад от районного центра Лихославля. Остановочный пункт Ильинское на железнодородной линии Лихославль — Вязьма. 

## История
В 1823 году в селе была построена каменная Знаменская церковь с 3 престолами, метрические книги с 1780 года.
В конце XIX — начале XX века село входило в состав Прудовской волости Новоторжского уезда Тверской губернии. В 1884 году в селе было 29 дворов, три крестьянские общины, с 1880 г. — церковно-приходская школа; промыслы: слесарный, сапожный, малярный, извоз, позднее — валяльный.
С 1929 года село являлось центром Ильинского сельсовета Лихославльского района Тверского округа Московской области, с 1935 года — в составе Калининской области. В 1931 году создан колхоз «Красная заря», в 1970 г. — совхоз «Лазаревский». С 1994 года село являлось центром Ильинского сельского округа, с 2005 года — центр Ильинского сельского поселения, с 2017 года — в составе Вёскинского сельского поселения.

## Население
| 1859 | 1884 | 1997 | 2002 | 2010 |
| ---- | ---- | ---- | ---- | ---- |
| 211  | ↘175 | ↗520 | ↘491 | ↘416 |

## Инфраструктура
Село газифицировано, имеется канализация и водопровод. На территории расположены школа, детский сад, почтовое отделение связи, фельдшерско-акушерский пункт, требующий ремонта дом культуры, два магазина, предприятие по разработке торфа, АТС на 100 номеров. 

## Достопримечательности
В селе расположена Знаменская церковь, построенная в 1823 году.